# Psedera texana
Psedera texana là một loài thực vật hai lá mầm trong họ Nho. Loài này được (Buckley ex Durand) Greene miêu tả khoa học đầu tiên năm 1906.